# UGC 4881
UGC 4881 (również Arp 55) – para powiązanych ze sobą grawitacyjnie galaktyk znajdujących się w połowie fazy łączenia. UGC 4881 znajduje się w konstelacji Rysia w odległości około 500 milionów lat świetlnych od Ziemi. UGC 4881 ma zakręcony ogon zawierający liczne gromady gwiazd. Choć dyski obu galaktyk wydają się już połączone, to jednak ich jądra są wciąż wyraźnie oddzielone.
W 1999 roku zaobserwowano w UGC 4881 supernową SN 1999gw.